# Xã Brazil, Quận Clay, Indiana
Xã Brazil (tiếng Anh: Brazil Township) là một xã thuộc quận Clay, tiểu bang Indiana, Hoa Kỳ. Năm 2010, dân số của xã này là 8.471 người.